# End of Watch - Tolleranza zero
End of Watch - Tolleranza zero (End of Watch) è un film del 2012 diretto da David Ayer con protagonisti Jake Gyllenhaal e Michael Peña.
Il film, girato con lo stile del falso documentario e con un uso massiccio della camera a mano e del found footage, narra la lunga e difficile amicizia tra due poliziotti, il rapporto di lavoro e privato tra due amici.

## Trama
Il film è incentrato sulla storia di due agenti di pattuglia del Los Angeles Police Department, Brian Taylor e Mike Zavala. La loro amicizia è molto profonda, e sanno di doversi proteggere a vicenda, cercando di arrivare alla fine del turno. Il loro lavoro consiste nell'interrompere la criminalità organizzata in una zona di Los Angeles, scovando piccoli spacciatori di droga e altri delinquenti della zona. Mentre vengono mostrati i loro progressi in campo lavorativo, si assiste anche ai cambiamenti che riguardano la loro vita privata. Zavala avrà un figlio dalla moglie Gabby, mentre Taylor conoscerà Janet, con cui convolerà a nozze. Durante il loro lavoro però, finiranno per immischiarsi in affari più grandi del previsto, trovandosi contro una spietata gang della zona.
Quest'ultima, per vendicarsi delle loro interferenze, tenterà di ucciderli attirandoli in una trappola. Il piano funziona e i due agenti vengono crivellati di proiettili dopo aver ucciso vari membri della banda, i quali verranno poi a loro volta uccisi dagli agenti intervenuti sul luogo del conflitto a fuoco. Nel finale si scoprirà che solo l'agente Zavala è morto; Taylor era stato colpito, ma non a morte, e il suo compagno lo aveva difeso con il proprio corpo dalla maggioranza dei colpi.

## Produzione
Il film ha utilizzato un budget di 7 milioni di dollari e le riprese si sono svolte nel mese di luglio 2011.

## Distribuzione
Il 14 agosto 2012 è stato diffuso online il trailer, vietato ai minori per le scene particolarmente violente che vengono mostrate. La pellicola viene presentata nel settembre 2012 al Toronto International Film Festival. Il film esce nelle sale statunitensi il 21 settembre 2012 e nelle sale italiane il 22 novembre 2012.

## Riconoscimenti
- 2012 - National Board of Review of Motion Pictures
  - Migliori dieci film indipendenti